# Barnim (Vorname)
Barnim ist ein männlicher Vorname slawischer Herkunft.

## Namensträger

### Herzöge von Pommern
- Barnim I. (1217/19–1278)
- Barnim II. (1277–1295)
- Barnim III. (1300–1368)
- Barnim IV. (1325–1365), Herzog von Wolgast und Rügen
- Barnim V. (1369–1402/05), Herzog von Hinterpommern-Stolp
- Barnim VI. (1365–1405)
- Barnim VII. (1403/05–1449/50)
- Barnim VIII. (1405/07–1451)
- Barnim IX. (1501–1573), Herzog von Stettin
- Barnim X. (1549–1603), Herzog von Stettin

### Weitere Namensträger
- Barnim Grüneberg (1828–1907), deutscher Orgelbauer